# Avis Budget Group
Die Avis Budget Group ist die US-amerikanische Muttergesellschaft der Mietwagenunternehmen Avis, Budget und Zipcar. Der Hauptsitz des Unternehmens befindet sich in Parsippany-Troy Hills, New Jersey.

## Geschichte
Das Unternehmen Avis wurde im Jahr 1946 in Detroit von Warren Edward Avis gegründet. 12 Jahre später initiierte Morris Mirkin das Autovermietungsunternehmen Budget in Los Angeles.
Es ging 2006 aus der Cendant Car Rental Group hervor, welches durch Henry Silvermann gegründet wurde und dem die Mietwagenfirmen Budget und Avis angehörten.
Am 5. September 2012 akquirierte die Avis Budget Group die Mietwagenfirma Apex Car Rentals aus Neuseeland.
Es folgte am 14. März 2013 der Erwerb des international agierenden Carsharing-Unternehmens Zipcar für den Kaufpreis von 500 Millionen US-Dollar. Es wurde in eine 100-prozentige Tochtergesellschaft umgewandelt.
Am 9. April 2015 gab die Avis Budget Group die Übernahme des italienischen Mietwagenunternehmens Maggiore Group bekannt.
Die Tochterunternehmen verfolgen alle das Sharing Economies-Geschäftsmodell.